# Кукловщина
Кукловщина (бел. Ку́клаўшчына) — деревня в Молодечненском районе Минской области Беларуси. В составе Тюрлевского сельсовета.

## География
Находится в 3 км к югу от города Молодечно и одноименной железнодорожной станции, в 80 км к северо-западу от Минска. Состоит из двух улиц: Тихая и Верховская. На территории деревни есть 3 искусственно выкопанных водоёма (по типу сажалки).

## История
На начало XIX века деревня находилась в Лебедевской волости Вилейского уезда Виленской губернии Российской империи. В 1857 году здесь насчитывалось 15 жителей, вблизи деревни проходил почтовый тракт Вильно—Минск. В 1865 году деревня принадлежала помещику Хандинскому, здесь было 5 домов, где проживал 71 человек. Согласно переписи населения Российской империи 1897 года, в Кукловщине насчитывалось 11 дворов и 65 жителей. В начале XX века деревня относилась к Носиловскому сельскому обществу, ей принадлежало 89 десятин земли. На 1909 год здесь насчитывалось 5 дворов, проживали 73 человека.
С февраля по декабрь 1918 года деревня была оккупирована немецкими войсками. С 1919 года в составе БССР. С июля 1919 была оккупирована поляками, освобождена в июле 1920 года, но в октябре того же года оккупирована вновь. После гражданской войны, в 1921 году деревня отошла к Польше, где входила в состав Лебедевской гмины Вилейского повята, с 1925 года — Виленского воеводства. В результате Польского похода Красной армии 1939 года вернулась в состав СССР. С 12 октября 1940 года деревня входила в состав Носиловского сельсовета Молодеченского района Вилейской области. Во время Великой Отечественной войны с конца июня 1941 по начало июля 1944 года деревня была оккупирована немецко-фашистскими захватчиками. В 1944 году вновь перешла под контроль СССР и впоследствии, с 20 сентября 1944 года вошла в состав Молодечненской области БССР. 12 июня 1958 года в связи с упразднением Носиловского сельсовета включена в Тюрлевский сельсовет. 20 января 1960 года с упразднением Молодечненской области вошла в состав Минской области.
На 2001 год в деревне было 26 жилых домов, где проживал 41 человек. На 2010 год 50 жителей, 27 домохозяйств.
На 2024 год в деревне около 45 жилых домов.

## Население

### Численность
- 2019 год — 75 жителей

### Динамика
- 1999 год — 44 жителей
- 2009 год — 65 жителей
- 2019 год — 75 жителей